# 楊毓珣
楊 毓珣（よう いくしゅん、1895年 - 1947年）は中華民国の軍人。南京国民政府（汪兆銘政権）の要人。字は琪山。袁世凱内閣で郵伝大臣を務めた楊士琦の子であり、袁の娘婿でもある。

## 事績
幼い頃はドイツで中学教育を受け、更にフランスの大学でも学ぶ。北京陸軍大学第5期を卒業。江西省警備隊統領、北京大総統府侍従武官を歴任した。1926年（民国15年）7月、北京政府参謀本部次長をつとめる。翌年6月、軍事部陸軍署次長となった。1928年（民国17年）4月、軍事部軍政署署長に昇進している。その後、国民政府でも中将銜を授与された。また、中国国家社会党にも加わり、張学良の侍従武官長を務めたこともあったという。
1940年（民国29年）3月、汪兆銘（汪精衛）が南京国民政府を創設すると、楊毓珣は中央政治会議議員に任命された。1945年（民国34年）2月、山東省省長に任命される。4月、駐済南綏靖主任公署主任を兼任した。
楊毓珣の山東省長任命は、中華民国新民会最高顧問・岩松義雄の推薦により北支那方面軍がトップダウンで決めたものだった。山東省最高顧問・園田慶幸や陸軍第43軍司令官・細川忠康は、地元たる山東省からの推薦が無く、しかも楊が非山東出身者であることを理由に当初反対の姿勢をとった。しかし、岩松の説得により仕方なく容認している。後に楊と直接対面した園田は、楊を「和平停戦」の信念に基づいて行動する人物と見なし、以後の協力を誓っている。
日本敗北直後の楊毓珣は、蔣介石により直接赦免されたうえ、山東先遣軍総司令に特任された。この時、楊の秘書である王煕和と秘密裏に面会した趙毓松は、これは蔣の「常套手段」であり、「用済みになればまた旧罪を持ち出すのではないか」と王を通じて楊に警告した。一方、園田慶幸によれば、 中国国民党・中国共産党を含む各党連合政権構築の必要性を、総司令に任命されたばかりの楊は俄然公の場で主張し始めたとのことである。危険な言動と見なした園田は事前に諫止したが、楊は怒りを示して従わなかったという。
それからまもなく、第2綏靖区司令官（中将）・王耀武は楊毓珣の山東省における全軍権を剥奪のうえ高級参謀へ降格させ、事実上の軟禁状態に置いた。楊は更に南京へ移送され、漢奸の罪で収監となる。 1947年（民国36年）、楊は獄死した。享年53。

## 注
1. 1 2 3  徐(2007)、2164頁。
2. 1 2 3  園田(1965)、245頁。
3. ↑  園田(1965)、244-245頁。
4. ↑  松本・古沢(1978)、222-223頁。園田(1965)、246-247頁。園田によれば、蔣介石は楊毓珣へ電文を直接送ってきたという。
5. ↑  汪兆銘政権で農鉱部長や司法行政部長を務めた要人。この時、素性を隠して済南市に逃れていた。
6. ↑  松本・古沢(1978)、222-223頁。
7. ↑  園田(1965)、247頁。なお園田は楊について、「自己の是とする信念に殉じた」と哀悼している。
8. ↑  王耀武が赴任してきた1946年（民国35年）1月以降のことと見られる。
9. ↑  松本・古沢(1978)、224頁。
10. ↑  没年は徐(2007)、2164頁による。松本・古沢(1978)、224頁には没年の記載無し。園田(1965)、247頁は楊の死去を「昭和23年（1948年）5月ごろ」としており、獄死であると同時に「憤死」とも表現している。